# Samiskt parlamentariskt råd
Samiskt parlamentariskt råd (nordsamiska: Sámi parlamentáralaš ráđđi) är ett samarbetsorgan för sametingen i Norge, Sverige och Finland. 

## Historik
En överenskommelse träffades 1997 om att upprätta det samiska parlamentariska rådet. Det grundades ii mars 2000 av sametingen i Norge och Finland. Sametinget i Sverige anslöt sig år 2002. Samerna i Ryssland har observatörsstatus. Sametingen utser sju medlemmar vardera i rådet för en fyraårsperiod, senast för 2013–2017. Ordförandeskapet i rådet cirkulerar mellan de tre sametingens ordförande. Den förste ordföranden från 2000 var Sven-Roald Nystø.
Under åren 2009-2013 var den norska sametingsordföranden Egil Olli ordförande i Samiskt parlamentariskt råd och från oktober 2013 är det den svenske sametingsordföranden, som efter sametinget i Jokkmokk i augusti 2013 är Håkan Jonsson.
Rådets uppgift är att stärka samarbetet mellan samerna i de olika länderna och att föra en gemensam talan för samer i olika länder i internationella sammanhang, till exempel i fråga om ursprungsfolksfrågor i Förenta Nationerna. Rådet arbetar mycket med frågor som samisk forskning, infrastruktur för samisk språkutveckling och ungdomsarbete. 
Samiska parlamentariska rådet delar vartannat år ut språkpriset Gollegiella.

## Ordförande
- 2000: Sven-Roald Nystø
- 2009-2013 Egil Olli
- 2013: Håkan Jonsson
- 2025: Silje Karine Muotka